# Narzędzia chirurgiczne

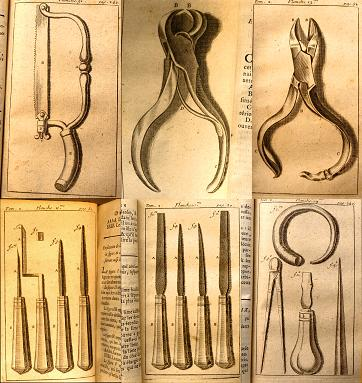
Instrumenty chirurgiczne w XVIII w.

Narzędzia chirurgiczne, instrumenty chirurgiczne – ogół specjalistycznych narzędzi używanych przez chirurga w czasie operacji. Określenie to dotyczy zarówno instrumentów używanych w chirurgii miękkiej, jak i twardej. Wykonane są zazwyczaj ze stali nierdzewnej.

## C
- Chappi
- Crille
- Collin

## E
- Elektrokauter

## F
- Hak Farabeufa

## G
- Gwóźdź chirurgiczny

## H
- Hak chirurgiczny
- Halstead

## I
- Igła chirurgiczna
- Igła Deschampsa (od chirurga Josepha François Louisa Deschampsa)
- Imadło chirurgiczne

## K
- Kleszczyki chirurgiczne
- Klem

## L
- Lancet

## N
- Nici chirurgiczne
- Nożyczki chirurgiczne

## O
- Osteotom

## P
- Pęseta
- Pęseta anatomiczna
- Pęseta chirurgiczna
- Pean

## R
- Raspator
- Retraktor
- Rozszerzadło Hegara
- Rozwieracz do ran

## S
- Skalpel
- Spinak

## T
- Talerze amputacyjne
- Trepan
- Trokar

Przeczytaj ostrzeżenie dotyczące informacji medycznych i pokrewnych zamieszczonych w Wikipedii.